# Wilde peterselie
Wilde peterselie (Sison segetum, synoniem: Petroselinum segetum) is een tweejarige plant die behoort tot de schermbloemenfamilie (Apiaceae). 
Wilde peterselie staat op de Nederlandse Rode lijst van planten als zeer zeldzaam en stabiel of toegenomen. De plant komt van nature voor in West- en Zuid-Europa en West-Azië. In Nederland komt de plant voor in Zeeuws-Vlaanderen.
De plant wordt 30-80 cm hoog. De onderste bladeren zijn enkel geveerd. De vaak veerlobbige blaadjes hebben een fijn gezaagde rand. De bovenste bladeren bestaan uit lijnvormige slippen.
Wilde peterselie bloeit van juli tot september met wit tot roze, tot 2 mm grote bloemen, die in drie tot tien ongelijk lang gesteelde schermpjes zitten met drie tot vijf omwindselbladen en -blaadjes. De kelkbladen ontbreken.
De 2,5-3 mm lange, in vooraanzicht elliptische vrucht is een tweedelige splitvrucht. De vrucht heeft vrij brede, uitspringende ribben.
De plant komt voor op vochtige, voedselrijke hellingen van zeedijken.

## Namen in andere talen
- Duits: Wilde Petersilie
- Engels: Corn caraway, Corn Parsley
- Frans: Persil des moissons, Berle des blés